# Sent GR
| GR ist das Kürzel für den Kanton Graubünden in der Schweiz. Es wird verwendet, um Verwechslungen mit anderen Einträgen des Namens Sent zu vermeiden. |

Sent ([sɛnt]ⓘ; deutsch veraltet deutsch Sins) ist ein Dorf in der Unterengadiner Gemeinde Scuol im Schweizer Kanton Graubünden.
Bis am 31. Dezember 2014 war Sent eine eigenständige politische Gemeinde. Am 1. Januar 2015 fusionierte Sent mit den vier Gemeinden Ardez, Ftan, Guarda und Tarasp in die Gemeinde Scuol.

## Geographie
Sent ist ein Ort im Unterengadin, der auf einer Sonnenterrasse über dem Inn auf ca. 1450 m über Meer liegt. In der ehemaligen Gemeinde leben 877 Einwohner (Ende 2009). Zu Sent gehören die Fraktionen Sur En, Crusch, Sinestra und Zuort.

## Geschichte

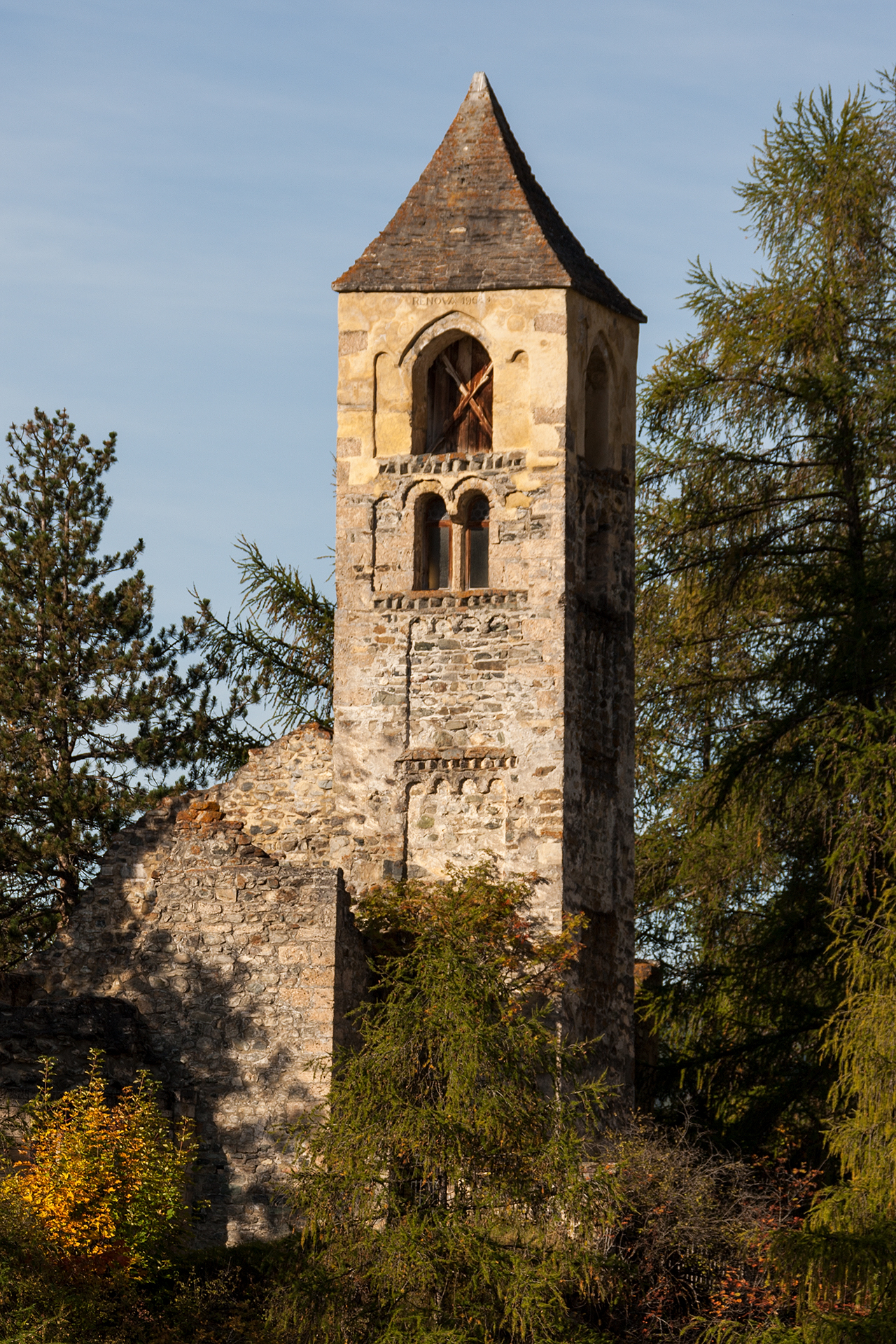
Baselgia San Peder

Luftbild von Werner Friedli (1947)

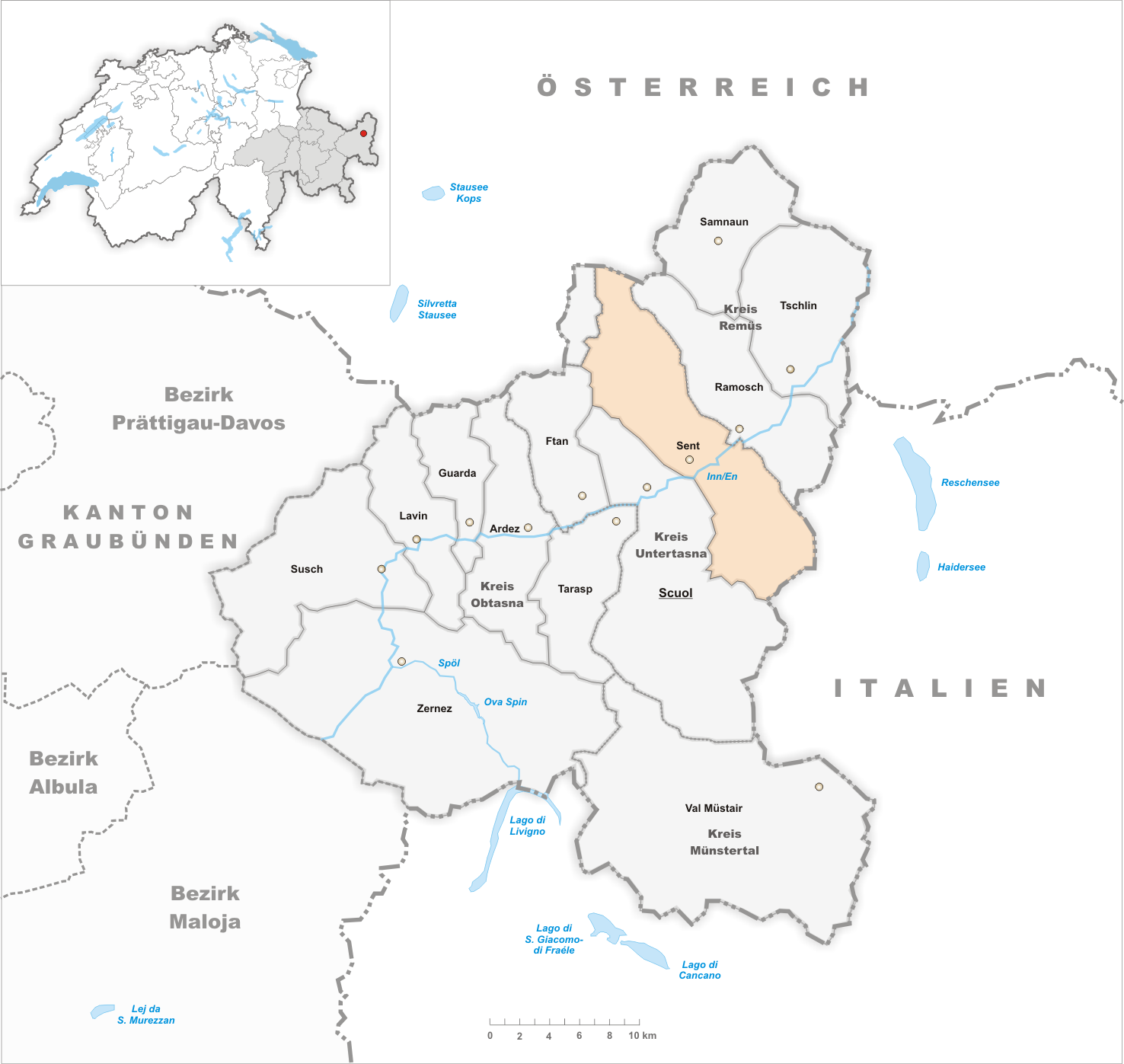
Gemeindestand vor der Fusion am 1. Januar 2015

Die Ersterwähnung datiert auf 930, als König Heinrich I. dem Ramoscher Priester Hartpert die Kirche im vicus Sindes übertrug (ob die Kirche St. Peter oder St. Lorenz gemeint ist, bleibt unklar). Onomastisch sind der Name und seine Herkunft bis heute ungedeutet. Bis ins 19. Jahrhundert lautete die übliche deutsche Bezeichnung Sins, früher auch Sinz und Sindes. Bis Ende des 19. Jahrhunderts war Sent das bevölkerungsreichste Dorf im Engadin.
Südlich des Dorfes wurden eisenzeitliche Siedlungsreste gefunden. Besitzungen der Herren von Tarasp in Sent gingen 1161 ans Kloster über. Im 12. und 13. Jahrhundert sind die Herren von Sindes nachgewiesen. Die Kirchenruine St. Peter stammt aus dem 12. Jahrhundert (mit Wohnturmresten aus dem 13. Jahrhundert). Die Kirche St. Lorenz wurde 1496 im gotischen Stil durch Andreas Bühler ausgebaut. 1899/1900 erhielt sie einen neugotischen Turm. 1576 trat Sent als letzte Gemeinde des Unterengadins der Reformation bei. Kirchlich gehörte Ischgl im österreichischen Paznaun bis 1616 zu Sent. Dort hatte Sent im Spätmittelalter Weidegebiete erworben, was sich am Grenzverlauf der Gemeinde im Fimbertal widerspiegelte.
1499 äscherte ein österreichisches Heer Sent ein. Mit grossen Dorfbränden in den Jahren 1596, 1748, 1823, 1911 und 1921 blieb dies nicht die einzige Brandkatastrophe.
Vom 18. bis ins 20. Jahrhundert erhielten viele Häuser charakteristische, barock-geschwungene Senter Giebel. 1652 befreite sich Sent von den österreichischen Rechten. 1811 führte es als letztes Engadiner Dorf den neuen Kalender ein. Bis 1851 gehörte es zur Gerichtsgemeinde Untertasna. Obwohl Sent ein wichtiges Getreidegebiet war, stellte die Landwirtschaft Mitte des 20. Jahrhunderts fast ganz auf Viehzucht und Milchwirtschaft um. Vor allem um 1800 verkaufte Sent grosse Mengen an Holz nach Hall im Tirol. Etwa zur selben Zeit betrieben Tiroler Unternehmer in Sent eine Baumwollspinnerei. 1909 bis 1911 wurde bei den arsenhaltigen Karbonatquellen das Kurhaus Val Sinestra errichtet. Ab Mitte des 20. Jahrhunderts erlebte Sent in der Nachbarschaft von Scuol einen touristischen Aufschwung, insbesondere dank dem Ausbau der Pendicularas Motta Naluns Scuol-Ftan-Sent.
| Wappen von Sent GR | Blasonierung: «In Silber über grünem Dreiberg ein pfahlweise gestellter, schwarzer Schlüssel»                                        |
| Wappen von Sent GR | Der Schlüssel ist das Attribut des Kirchenpatrons Petrus. Der Hügel mit der Ruine der Peterskirche ist das Wahrzeichen der Gemeinde. |

## Bevölkerung

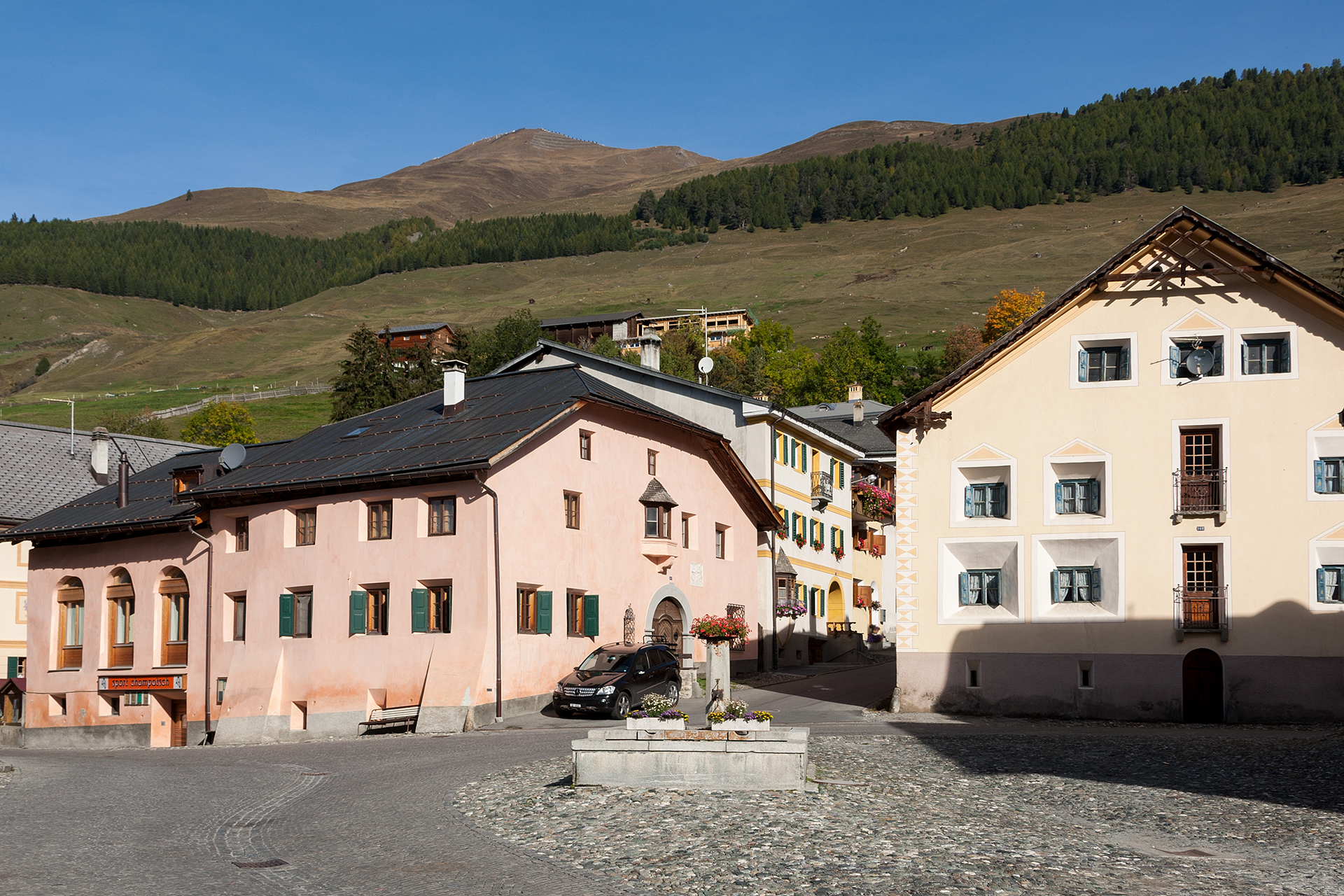
Plaz mit Chasa Peer (links)

| Bevölkerungsentwicklung | Bevölkerungsentwicklung | Bevölkerungsentwicklung | Bevölkerungsentwicklung | Bevölkerungsentwicklung | Bevölkerungsentwicklung | Bevölkerungsentwicklung | Bevölkerungsentwicklung | Bevölkerungsentwicklung |
| ----------------------- | ----------------------- | ----------------------- | ----------------------- | ----------------------- | ----------------------- | ----------------------- | ----------------------- | ----------------------- |
| Jahr                    | 1835                    | 1850                    | 1900                    | 1930                    | 1950                    | 1970                    | 2000                    | 2013                    |
| Einwohner               | 1122                    | 941                     | 966                     | 782                     | 810                     | 704                     | 865                     | 899                     |

### Sprachen

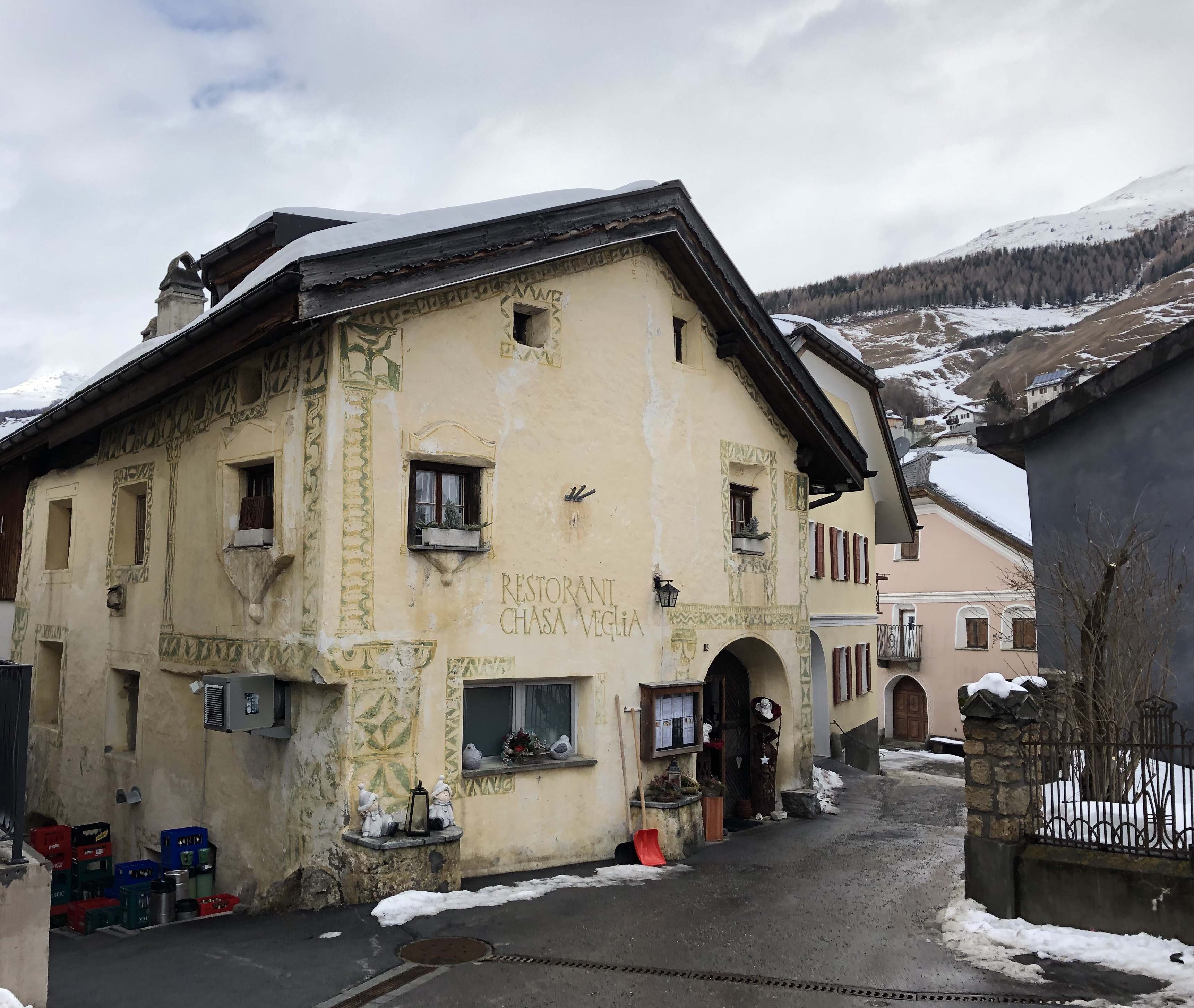
Restaurant Chasa Veglia

Die bündnerromanische Mundart Vallader ist bis heute die Sprache der Bevölkerungsmehrheit geblieben. Bis weit ins 19. Jahrhundert wurde sie von allen Bewohnern verwendet. Doch gab es bis 1970 eine kleine deutschsprachige Minderheit. 1880 gaben 88 %, 1910 schon 89 %, 1941 gar 91 % und 1970 noch 86 % der Bevölkerung Romanisch als ihre Umgangssprache an. Seither hat der Anteil der Deutschsprachigen stark zugenommen. Dies zeigt auch folgende Tabelle:
| Sprachen in Sent | Sprachen in Sent  | Sprachen in Sent  | Sprachen in Sent  | Sprachen in Sent  | Sprachen in Sent  | Sprachen in Sent  |
| ---------------- | ----------------- | ----------------- | ----------------- | ----------------- | ----------------- | ----------------- |
| Sprachen         | Volkszählung 1980 | Volkszählung 1980 | Volkszählung 1990 | Volkszählung 1990 | Volkszählung 2000 | Volkszählung 2000 |
| Sprachen         | Anzahl            | Anteil            | Anzahl            | Anteil            | Anzahl            | Anteil            |
| Deutsch          | 89                | 12,79 %           | 154               | 20,00 %           | 232               | 26,82 %           |
| Rätoromanisch    | 561               | 80,60 %           | 567               | 73,64 %           | 591               | 68,32 %           |
| Italienisch      | 32                | 4,60 %            | 23                | 2,99 %            | 15                | 1,73 %            |
| Einwohner        | 696               | 100 %             | 770               | 100 %             | 865               | 100 %             |

Romanisch wird von der Gemeinde und der Schule unterstützt. Im Jahr 1990 verstanden 86 % und 2000 noch 84 % der Bevölkerung Romanisch.

### Religionen und Konfessionen
Die ehemalige Gemeinde trat erst 1576 zur Reformation über, also viel später als die übrigen Unterengadiner Orte.

### Nationalität
Von den 877 Bewohnern Ende 2009 waren 795 Schweizer Staatsangehörige.

## Kultur und Sehenswürdigkeiten

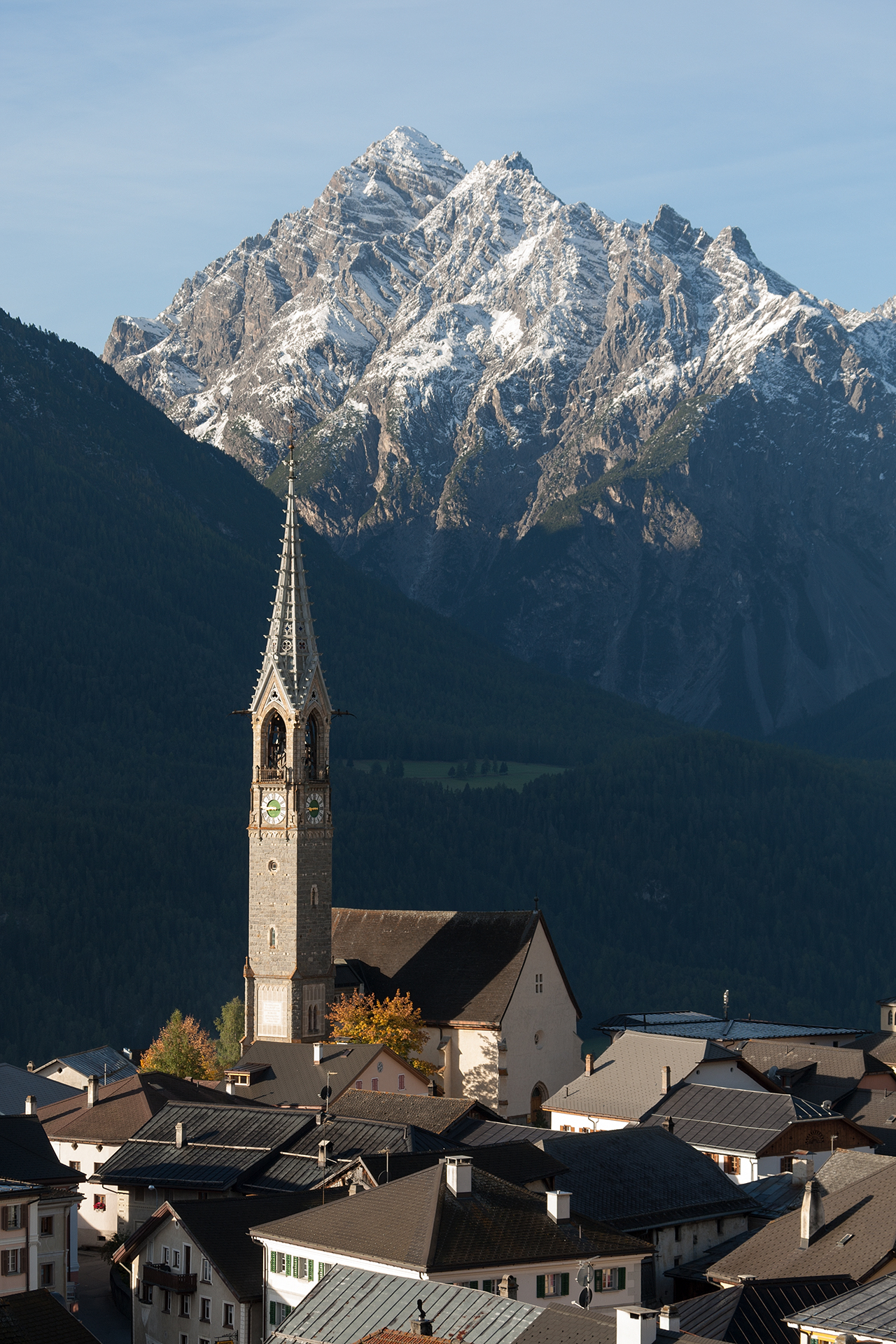
Sent mit dem markanten Kirchturm und Piz Pisoc im Hintergrund

Sent ist im Inventar der schützenswerten Ortsbilder der Schweiz aufgeführt.

### Brauchtum
Am 6. Januar wird das Fest Babania gefeiert.

### Bauwerke

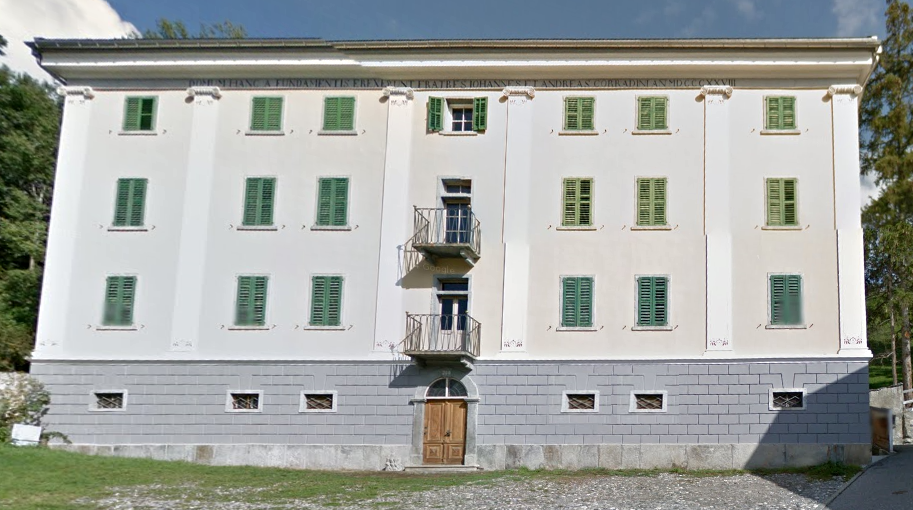
Palazzo Corradini

- Von weitem sichtbar ist der Kirchturm der reformierten Kirche, der in der heutigen spitzen Form erst Ende des 19. Jahrhunderts gebaut wurde. Die Kirche selbst ist wesentlich älter.
- Beim Dorfeingang steht die Ruine der alten Kirche Baseglia San Peder, die vermutlich um das Jahr 1200 gebaut wurde.[3] Nach der Reformation verfiel die Kirche langsam. Der Turm wurde zeitweise als Munitions- und Pulvermagazin gebraucht. Vermutlich steht er deshalb noch. Das Bauwerk ist im Besitz der Familie des Dichters Peider Lansel.
- Typisch für Sent sind Häuser, die mit Sgraffito verziert sind.
- Chasa dals Spus[4]
- Chasa Schigliana, 2000, Architekten: Rolf Furrer, Christof Rösch[5]
- Haus Augustin[6]
- Kurhaus, in Val Sinestra[7]
- Palazzo Corradini[8]
- Villa Schucany[9]
- Wohnhaus Schmid[10]
- Wohnhaus Defila[11]
- Wohnhaus Stupaun[12]
- Gedeckte Holzbrücke[13]

## Varia
Bei Sent GR findet sich eine Fuorcha.

### Senter Giebel

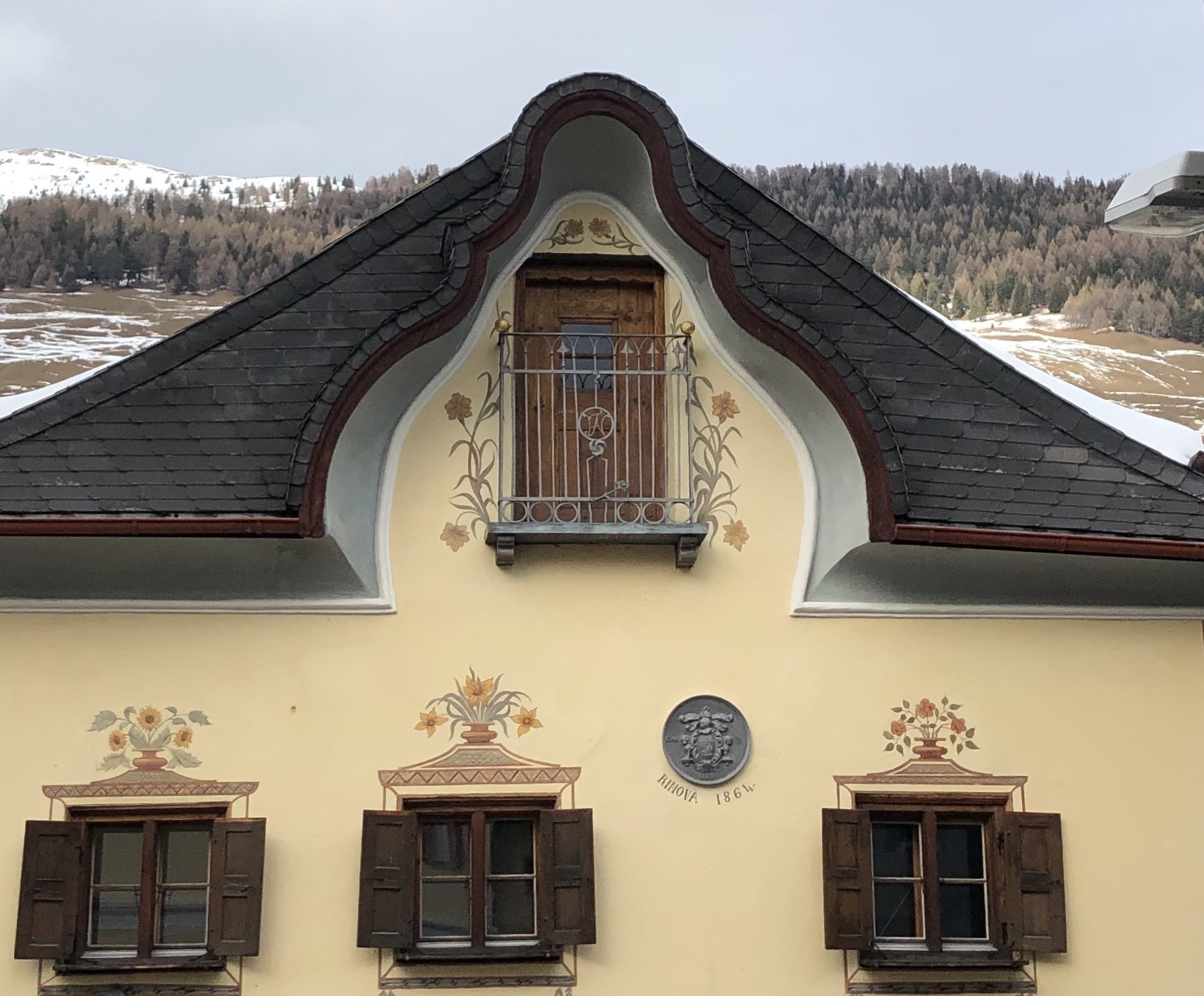
Ein typischer Senter Giebel

Senter Giebel findet man als architektonische Eigenart hauptsächlich in Sent, und seltener in anderen Dörfern der Umgebung. Die Besonderheit besteht in der geschweiften Form des Dachgiebels. Er gelangte zu Ende des 18. Jahrhunderts durch Südtiroler Handwerker ins Engadin. Mit der Zeit wurde diese barocke Giebelform zu einem Merkmal des Dorfes und erhielt deshalb ihren Namen.

### Ackerterrassen
An der Hanglage von Sent wurde früher Ackerbau betrieben. Um den Hang zu bebauen, wurde er in Terrassen umgestaltet. Die steilen Stücke zwischen den heutigen Viehweiden bestehen aus Hecken, eine für die Schweiz einzigartige Landschaftsform. Viele Vogelarten finden dort einen Lebensraum.

### Übername
In der Tradition der Übernamen der Engadiner Dörfer heissen die Senter ils asens (deutsch «die Esel»).

## Persönlichkeiten

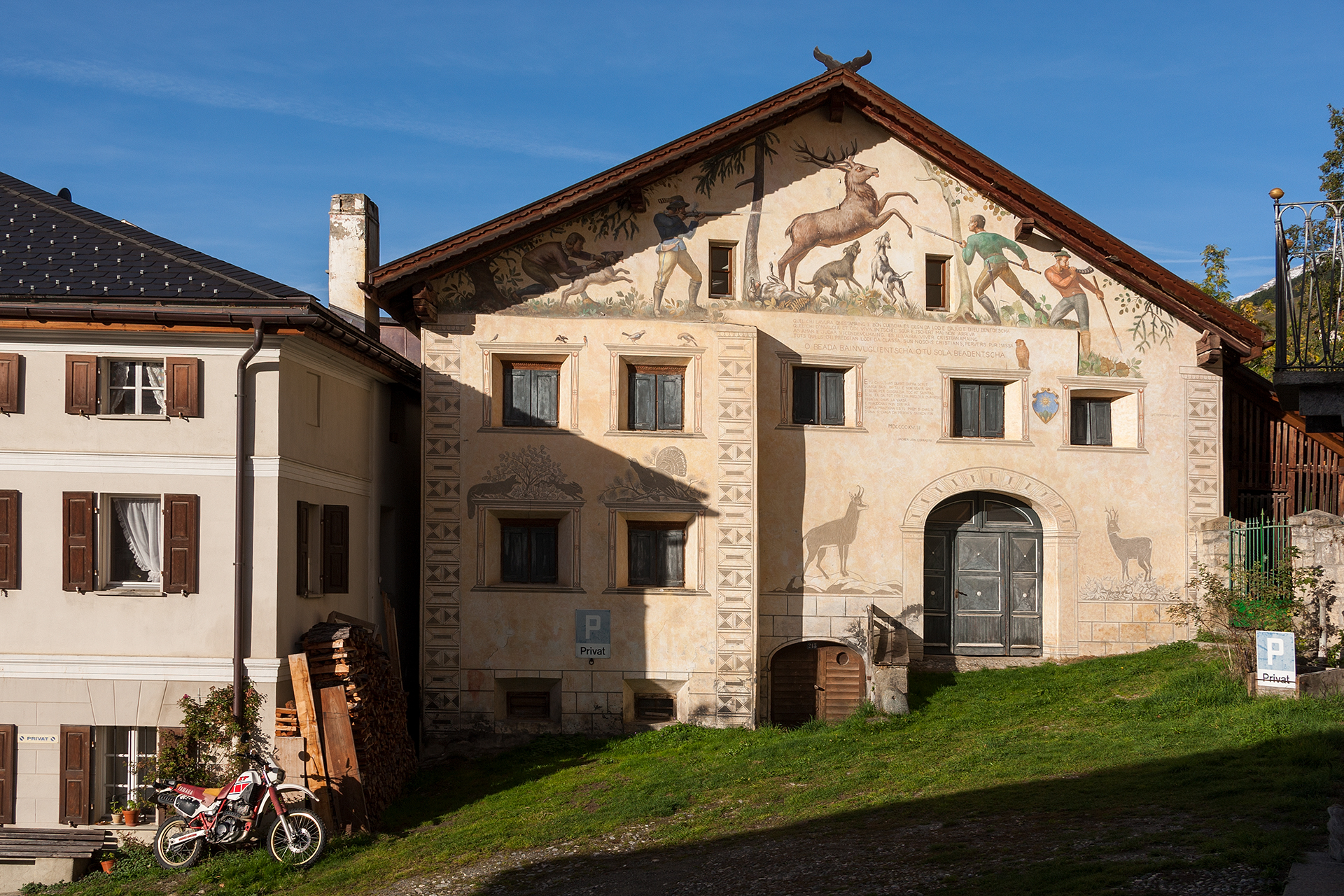
Chasa dals Chatchaders

Durch ihre Herkunft bzw. Aufenthalte und Tätigkeiten mit Sent verbunden sind u. a.:

### Literaten und Publizisten
- Gaudenz Barblan (1860–1916), Lehrer an der ersten Sekundarschule des Unterengadins in Sent, Dichter der Engadinerhymne Chara lingua da la mamma.
- Nicola Bardola (* 1959), Autor, Journalist, Übersetzer.[17]
- Cla Biert (1920–1981), Schriftsteller. Lebte ab 1978 in Sent.[18]
- Valentin Crastan (* 1932), Ingenieurwissenschafter, Autor.
- Manfred Koch (* 1955), Literaturwissenschafter, Essayist und Literaturkritiker. Lebt seit 2007 in Sent.
- Peider Lansel (1863–1943), Dichter und Förderer des Rätoromanischen. Mit einer Senterin verheiratet und zeitweise hier wohnhaft.
- Armon Planta (1917–1986), Lehrer, Dichter und Förderer des Rätoromanischen und Hobbyarchäologe, speziell Römerwege.
- Angelika Overath (* 1957), Literaturwissenschaftlerin, Journalistin, Schriftstellerin. Lebt seit 2007 in Sent, 2010 erschien ihr Werk Alle Farben des Schnees. Senter Tagebuch.
- Andri Peer (1921–1985), Schriftsteller, geboren in Sent.
- Jon Pult (1911–1991), Publizist und Sprachpolitiker.
- Conradin Riola (1667/1670–1743), reformierter Geistlicher und theologischer Schriftsteller.
- Angiolina Vonmoos (1862–1955), Dichterin aus Sur En.

### Bildende Künstler
- Gottfried Honegger (1917–2016), Maler und Plastiker.[19]
- Max Huggler (1903–1994), Kunstwissenschafter. Lebte zeitweise in Sent.[20]
- Wolfgang Laib (* 1950), Objekt- und Installationskünstler. Zeigte 2009 eine Ausstellung in der «Chasa dal guvernatur» – seither steht dort seine mit Bienenwachs ausgekleidete «Zelle».[21]
- Gian Enzo Sperone, Kunsthändler und Galerist in Rom, New York (Sperone Westwater) und Sent. Seit 2006 Besitzer der «Chasa dal guvernatur» und Betreiber der dortigen Galerie.[22]
- Not Vital (* 1948), Bildhauer, Maler, Zeichner, Kupferstecher. Schöpfer des Parkin «Not dal Mot». Werke in der «Chasa dal guvernatur».[23]

### Musiker
- Willem Mengelberg (1871–1951), Dirigent und Komponist. Lebte zeitweise auf Hof Zuort, stiftete die dortige Kapelle.[24]
- Warren Thew (1927–1984), Pianist, Komponist, Dichter und Zeichner. Lebte ab 1972 zeitweise in Sent; schrieb seither rätoromanische Gedichte und Lieder.[25]

## Tourismus

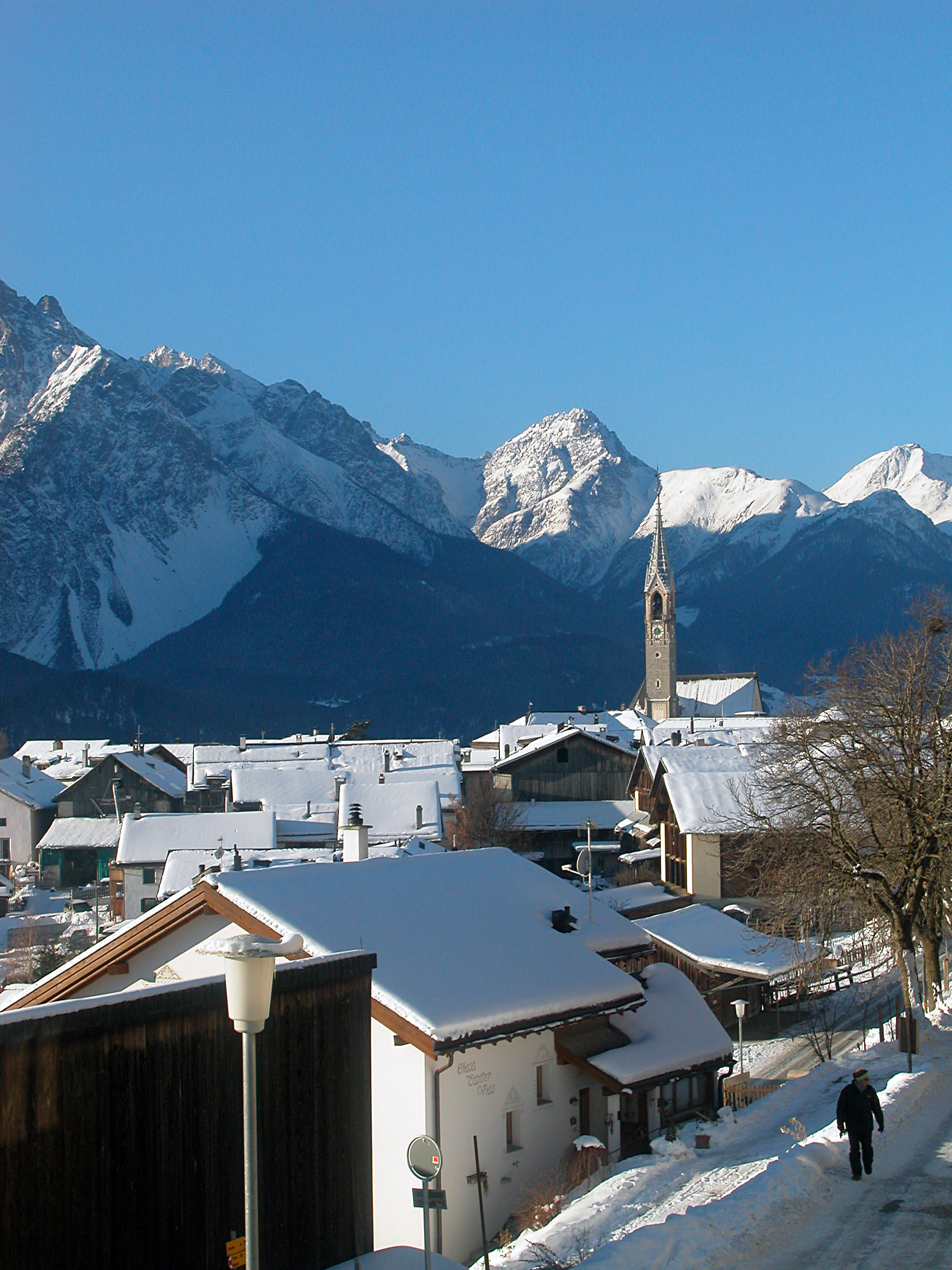
Sent im Winter, vom östlichen Ende des Dorfes aus

Haupteinnahmequelle des Orts ist der Tourismus. Im Winter kommen viele Gäste, die im benachbarten Ort Scuol mit der Bergbahn ins Skigebiet Motta Naluns fahren.

## Wirtschaft
Im Sommer bewirtschaften Senter Bauern gemeinschaftlich noch zwei Alpen. Die Milch wird hauptsächlich zu Käse verarbeitet, der in der örtlichen Käserei verkauft wird.